# Edelény
Edelény è una città dell'Ungheria di 11 168 abitanti (dati 2001). È situata nella contea di Borsod-Abaúj-Zemplén nella valle del Bódva.

## Storia
Ritrovamenti archeologici fanno risalire al Paleolitico i primi insediamenti umani nella zona. La città è menzionata per la prima volta in un documento nel 1299 ma il villaggio di Borsod (annesso alla città nel secolo scorso) è menzionato dal 1108.
In epoca medioevale la popolazione era dedita all'agricoltura, nel XIX secolo venne costruita una fabbrica di zucchero e venne aperta una miniera di carbone. Due villaggi vennero annessi alla città: Borsod nel 1950, e Finke nel 1963. Ottenne lo status di città nel 1986.